# Евер Фінн
Евер Фінн (ірл. Éibhear Fionn або давньоірл. Éber Finn, Emhir Finn) — верховний король Ірландії. Час правління (згідно середньовічної історичної традиції): 1287—1286 до н. е. (згідно з «Історією Ірландії» Джеффрі Кітінга) або 1700 р. до н. е. (відповідно до «Хроніки Чотирьох Майстрів»). Син Міля Іспанського. Засновник королівської лінії «нащадків синів Міля» від якої ведуть свій родовід всі королівські династії Ірландії і королівські династії деяких монархій Європи. Герой чисельних давніх ірландських легенд, міфів та історичних переказів.

## Легенда про походження гелів
Згідно «Книги Захоплень Ірландії» предки гелів жили в Іспанії. Вождем цього племені був Міль (ірл. Míl). Міль мав двох синів — Евера Донна та Ерімона (ірл. Éber Donn, Érimón), які успадкували владу свого батька над гелами. Дядько Міля — Іх (ірл. — Íth) здійснив подорож до Ірландії. Місцеві правителі Ірландії — Мак Квілл, Мак Кехт, Мак Грейне (ірл. — Mac Cuill, Mac Cécht, Mac Gréine) запідозрили, що Іх хоче захопити Ірландію і запросивши його на урочистий обід вбили його. Мак Квілл, Мак Кехт, Мак Грейне були вождями так званих Племен Богині Дану (Туата Де Даннан — Tuatha Dé Danann), що здавна населяли Ірландію. Про це довідались сини Міля і влаштували військовий похід на Ірландію. Вони спорядили 36 кораблів і вирушили в похід. Висадились вони в Ірландії на території нинішнього графства Керрі. Висадившись вони вирушили в похід на Тару — давню столицю Ірландії. По дорозі вони зустріли трьох королев, яких звали Еріу, Банба, Фодла (ірл. — Ériu, Banba, Fodla). Тому острів вирішили назвати на їх честь — з того часу острів Ірландію називають трьома назвами — Еріу, Банба, Фодла.

## Боротьба за остів Ірландія
У Тарі сини Міля зустріли трьох королів і оголосили їм ультиматум. Справа йшла до війни. Але зійшлися такому договорі: нехай сини Міля знову сядуть на свої кораблі і відпливуть на відстань дев'яти хвиль від берега Ірландії. Якщо після цього вони знову зможуть висадитись на берег — Ірландія належить їм. Якщо не зможуть — Ірландія лишається Племенам Богині Дану. Коли сини Міля відпливли, друїди Племені Богині Дану своїми чарами здійняли сильний шторм і туман. Кораблі почали тонути. Дев'ять синів Міля потонуло, лишилися тільки троє — Евер Фінн, Ерімон, Амергін (ірл. Eber Finn, Érimón, Amergin). Вони змогли здолати чари і висадитись на берегах Ірландії. Проте Племена Богині Дану відмовились віддати їм весь острів. Відбулась битва під Тальтіу (ірл. — Tailtiu). Племена Богині Дану були переможені і їх вожді вирішили піти разом з усім племенем у потойбічний світ — сид, який розташовувався в глибині курганів та пагорбів Ірландії. Амергін був поетом і не захотів правити людьми. Він розділив Ірландію навпіл — північну частину віддав Ерімону, а південну — Еверу Фінну.

## Смерть
Через рік після битви в Тальтіу Евер Фінн висловив незадоволення своєю часткою і пішов війною на свого брата. Битва відбулася під Айргетросом (ірл. — Airgetros). Евер Фінн був вбитий і Ерімон став одноосібним правителем Ірландії.